# 안남중학교
안남중학교(安南中學校)는 대한민국 경상남도 창원시 성산구 대방동에 있는 공립 중학교이다.

## 학교 연혁
- 1997년 12월 16일 : 8학급 설립인가
- 1999년 3월 1일 : 개교
- 1999년 8월 31일 : 전 교사 완공
- 2022년 12월 30일 : 제22회 졸업(졸업생 231명, 누계 8,462명)
- 2023년 3월 1일 : 23학급 인가(특수학급 1학급 포함)
- 2023년 3월 2일 : 신입생 189명 입학(남 79명, 여 110명)
- 2023년 9월 1일 : 제11대 박진수 교장 부임
- 2024년 3월 4일 : 제12대 이상근 교감 부임

## 참고 자료
- 안남중학교 - 한국교육학술정보원 학교알리미